# Lotta libera ai Giochi della XV Olimpiade - Pesi massimi
La competizione della categoria pesi massimi (oltre 87 kg) di lotta libera dei Giochi della XV Olimpiade si è svolta dal 20 al 23 luglio 1952 al Töölö Sports Hall di Helsinki.

## Formato
Ad ogni incontro venivano assegnate le seguenti penalità:
- 0 = Al vincitore per schienata
- 1 = Al vincitore per decisione (verdetto di tre giudici)
- 3 = Allo sconfitto

Con cinque penalità o più il lottatore veniva eliminato.
I tre lottatori rimasti disputavano un torneo finale con i risultati acquisiti nel precedenti turni.

## Risultati
| Legenda                                  | Legenda |
| ---------------------------------------- | ------- |
| Lottatore con 5 penalità o più Eliminato |         |

### 1º Turno
Si è disputato il 20 luglio.
| Vincitore            | Pen. | Risultato | Sconfitto         | Pen. |
| -------------------- | ---- | --------- | ----------------- | ---- |
| Arsen Mek'ok'ishvili | 0    | Schienata | József Kovács     | 3    |
| Ken Richmond         | 0    | Schienata | Adolfo Ramírez    | 3    |
| Bertil Antonsson     | 0    | Schienata | Josef Růžička     | 3    |
| Taisto Kangasniemi   | 0    | Schienata | Ahmed Vafadar     | 3    |
| İrfan Atan           | 0    | Schienata | William Kerslake  | 3    |
| Natale Vecchi        | 1    | 3:0       | Auguste Baarendse | 3    |
| Willi Waltner        | 0    | Esentato  |                   |      |

### 2º Turno
Si è disputato il 21 luglio.
| Vincitore            | Pen. | Risultato | Sconfitto         | Pen. |
| -------------------- | ---- | --------- | ----------------- | ---- |
| Arsen Mek'ok'ishvili | 1    | 3:0       | Willi Waltner     | 3    |
| Ken Richmond         | 1    | 3:0       | József Kovács     | 6    |
| Bertil Antonsson     | 0    | Schienata | Adolfo Ramírez    | 6    |
| Taisto Kangasniemi   | 0    | Schienata | Josef Růžička     | 6    |
| İrfan Atan           | 1    | 2:1       | Ahmed Vafadar     | 6    |
| William Kerslake     | 3    | Schienata | Auguste Baarendse | 6    |
| Natale Vecchi        | 1    | Esentato  |                   |      |

### 3º Turno
Si è disputato il 22 luglio.
| Vincitore            | Pen. | Risultato | Sconfitto          | Pen. |
| -------------------- | ---- | --------- | ------------------ | ---- |
| Willi Waltner        | 4    | 2:1       | Natale Vecchi      | 4    |
| Arsen Mek'ok'ishvili | 2    | 2:1       | Ken Richmond       | 4    |
| Bertil Antonsson     | 1    | 2:1       | İrfan Atan         | 4    |
| William Kerslake     | 3    | Schienata | Taisto Kangasniemi | 3    |

### 4º Turno
Si è disputato il 22 luglio.
| Vincitore            | Pen. | Risultato | Sconfitto          | Pen. |
| -------------------- | ---- | --------- | ------------------ | ---- |
| Arsen Mek'ok'ishvili | 2    | Schienata | Natale Vecchi      | 7    |
| Ken Richmond         | 4    | Schienata | Willi Waltner      | 7    |
| Bertil Antonsson     | 2    | 2:1       | William Kerslake   | 6    |
| İrfan Atan           | 5    | 3:0       | Taisto Kangasniemi | 6    |

### Turno finale
| Vincitore            | Pen. | Risultato | Sconfitto        | Pen. |
| -------------------- | ---- | --------- | ---------------- | ---- |
| Arsen Mek'ok'ishvili |      | 2:1       | Ken Richmond     |      |
| Arsen Mek'ok'ishvili |      | 2:1       | Bertil Antonsson |      |
| Bertil Antonsson     |      | Schienata | Ken Richmond     |      |

1. ↑  Disputato nel 3º turno

## Classifica finale
| Pos.    | Atleta               | Nazione          | V.S. |
| ------- | -------------------- | ---------------- | ---- |
| Oro     | Arsen Mek'ok'ishvili | Unione Sovietica | 2-0  |
| Argento | Bertil Antonsson     | Svezia           | 1-1  |
| Bronzo  | Ken Richmond         | Gran Bretagna    | 0-2  |
| 4       | İrfan Atan           | Turchia          |      |
| 5       | William Kerslake     | Stati Uniti      |      |
| 6       | Taisto Kangasniemi   | Finlandia        |      |
| 7       | Natale Vecchi        | Italia           |      |
| 8       | Willi Waltner        | Germania         |      |
| 9       | Ahmed Vafadar        | Iran             |      |
| 10      | Adolfo Ramírez       | Argentina        |      |
| 10      | Auguste Baarendse    | Belgio           |      |
| 10      | József Kovács        | Ungheria         |      |
| 10      | Josef Růžička        | Cecoslovacchia   |      |